# Techno-Einkauf
Die Techno-Einkauf GmbH (Eigenschreibweise TECHNO-EINKAUF) ist ein Zusammenschluss fabrikatsgebundener Autohäuser in Deutschland. Das Unternehmen wurde 1968 unter Beteiligung der sieben größten Automobilhändler Deutschlands als Einkaufsverbund gegründet. Der Verbundgruppe mit Sitz in Norderstedt bei Hamburg gehören heute ca. 150 Gesellschafter (Teilhaber) mit über 1.800 Autohäusern in über 600 Städten an. an.

## Unternehmensgruppe
Zur Techno-Einkauf GmbH gehören folgende Unternehmen:
- Techno-Einkauf Marketing- und Verlagsgesellschaft mbh + Co. KG (Norderstedt)
- Techno Versicherungsdienst GmbH (Nürnberg)
- Tecar International Trade GmbH (Norderstedt)
- Opel Händler Vermiet GmbH (Norderstedt)
- Motorent Autovermietung GmbH (Norderstedt), Car Service Portal GmbH (Dresden)[3]
- Consortia Versicherungs-Beteiligungsgesellschaft mbH (Nürnberg).